# Зграда „Бела мачка”
43° 09′ 52″ С; 22° 35′ 30″ И / 43.16438° С; 22.59167° И
Зграда Бела Мачка представља назив за три објекта на углу улица Браће Даскаловића и Милорада Манчића у Пироту. Бела Мачка носи статус споменика културе од великог значаја.

## Историја
Назив је настао по надимку првог власника, богатог пиротског трговца Манојла Панајотовића Беле Мачке, и приписан је најистакнутијој згради. Објекат је подигнут још 1859. године, на шта указује урезана година на квадратној опеци у поду једне од просторија. Казивање о њеном настанку 1848. могло би се односити на једну од друге две зграде у дворишту. По једној причи, изградња куће условљена је пружањем гостопримства турским беговима на њиховом пропутовању кроз Пирот, што се може узети као доказ њеног репрезентативног карактера и улоге конака као гостинске куће.

## Изглед зграде
Зграда је подигнута са плитко укопаним зиданим подрумом у приземљу и испуштеним спратним делом који формира накнадно преграђен и затворен трем готово са три стране подрума. Простор спрата са угаоним чардаком, накнадно затвореним стакленим окнима, преко којег је остварена веза са приземљем, решен је средишњом просторијом у којој је зидано огњиште, која дели гостинску и собу са иконлуком с једне стране од три просторије с друге, међу којима је највећа са засебним улазом из чардака. Као и у другим градским кућама дрвени елементи и детаљи ентеријера богато су заступљени и лепо резбарени и обрађени. У ентеријеру су постојале фреско декорације, које су касније прекречене. Поред ове главне зграде која је била подељена на седам просторија, у дворишту су се налазили помоћни објекти: приземна зграда са магазама и дућаном, амбар за житарице и још један објекат са подрумом.
Услед вишедеценијске небриге, комплекс је дуго био у катастрофалном стању, представљајући тиме непосредну опасност за околину и пролазнике. Уз претходну сагласност надлежних из Завода за заштиту споменика културе у Нишу, „Бела мачка” дефинитивно је порушена 2021. године. Према наводима представника ове установе, припремљен је пројекат који предвиђа потпуну ревитализацију комплекса. Реконструисане зграде осликаваће староварошку архитектуру Пирота 19. века, а у њима ће простор наћи и музеј ћилимарстава, радионица за ткање ћилима и галерија.

## Галерија
- Изглед комплекса 2019. године